# Sandaran (kecamatan)
Sandaran (indonez. Kecamatan Sandaran) – kecamatan w kabupatenie Kutai Timur w prowincji Borneo Wschodnie w Indonezji.
Kecamatan ten leży od południa nad Cieśniną Makasarską. Graniczy od północy z kabupatenem Berau, a od zachodu z kecamatanem Sangkulirang.
W 2010 roku kecamatan ten zamieszkiwało 6 494 osób, z których 100% stanowiła ludność wiejska. Mężczyzn było 3 532, a kobiet 2 962. 5 921 osób wyznawało islam, a 567 chrześcijaństwo.
Znajdują się tutaj miejscowości: Manubar, Marukangan, Sandaran, Susuk Dalam, Susuk Luar, Tadoan, Tanjung Mangkalihat.